# Сметник, Вера Петровна
Вера Петровна Сметник (1938, Мурманск, Мурманская область, РСФСР, СССР — 2017) — советский и российский учёный в области гинекологической эндокринологии, доктор медицинских наук, профессор, заслуженный деятель науки РФ, президент Российской ассоциации гинекологов-эндокринологов.

## Биография
Вера Петровна Токаренко родилась 13 декабря 1938 года в Мурманске. В начале Великой Отечественной войны с семьей была эвакуирована в Украинскую ССР[уточнить].
Окончила фельдшерско-акушерскую школу в городе Черкассы (1952—1956, с отличием) и медицинский факультет Ужгородского государственного университета (1956—1962).
В 1962—1964 годах работала врачом акушером-гинекологом больницы в Чопе (Закарпатская область) с приписным сельским участком.
В 1967 году защитила кандидатскую диссертацию, тема «Состояние системы гиалуроновая кислота — гиалуронидаза — антигиалуронидаза при поздних токсикозах беременности».
С 1967 года — в отделении гинекологической эндокринологии Научного центра акушерства, гинекологии и перинатологии РАМН (до 1992 г. Всесоюзный НИИ акушерства и гинекологии Минздрава СССР): младший, старший научный сотрудник, руководитель отделения гинекологической эндокринологии с федеральным центром «Здоровье женщин старше 40 лет».
Доктор медицинских наук (1980, тема диссертации «Нейроэндокринная система при климактерическом синдроме и синдроме истощения яичников»), профессор (1985). В 1999 году присвоено звание «Заслуженный деятель науки РФ».
С 1992 г. президент Российской ассоциации гинекологов-эндокринологов.
Опубликовала 360 научных работ, в том числе — руководство «Неоперативная гинекология» (3 издания: 1990, 1995, 2002), «Руководство по климактерию» (2001, 2003), монографию «Климактерический синдром» (1989), «О вашем здоровье, женщины», «Все о менструации». Автор 8 изобретений.
Умерла 23 мая 2017 г.

## Семья
Брат — Токаренко, Владимир Петрович — ликвидатор аварии на Чернобыльской АЭС, почетный энергетик СССР, заместитель управляющего трестом Южтеплоэнергомонтаж.

### Интервью
- Интервью известного врача-гинеколога Алексеевой М. на радио « Эхо Москвы»
- Интервью В. П. Сметник газете « Столетник»
- Журнал АВС. Интервью.
- «Москвичка». Интервью  (недоступная ссылка)